# ديفيد زيجارا
ديفيد زيجارا (بالإسبانية: David Zegarra)‏ مواليد 22 أكتوبر 1984 في ليما، هو ملاكم محترف بيروفي يصنف ضمن فئة الوزن المتوسط.

## إحصائيات
خاض خلال مسيرته 31 نزالا، فاز في 30 ولم يتعادل وخسر في 1. فاز بالضربة القاضية في 19 نزالا.

## روابط خارجية
- ديفيد زيجارا على موقع بوكس ريك (الإنجليزية) (registration required)